# トウルヌソル
トウルヌソル（トゥルヌソル Tournesol）とは、昭和初期（1930年代から1940年代）の日本を代表するサラブレッド種牡馬である。
1935年から1939年にかけて5年連続で日本のリーディングサイアーを獲得。また、第1回東京優駿大競走（現・東京優駿（日本ダービー））優勝馬ワカタカを含む6頭の東京優駿優勝馬を輩出。これは2021年までに7頭の同レース優勝馬を輩出したディープインパクトに次いでサンデーサイレンスと同数での2位の記録である。直系子孫は日本の内国産馬としてはもっとも成功を収め、クモハタが日本のリーディングサイアーになり、4代連続の重賞勝馬が出た。競走馬時代はイギリスでプリンセスオブウェールズステークスなど6勝をあげた。

## 経歴および血統背景
祖父バヤルドはゲイクルセイダーとゲインズバラの2頭のイギリス三冠馬の父で、1917年と1918年にイギリスの種牡馬チャンピオンになった。このうちゲインズバラは1915年にイギリスで三冠を達成して種牡馬になると、1925年から1927年までイギリスの種牡馬ランキング4位になった。
トウルヌソルはこの時期の活躍馬で、1926年にプリンセスオブウェールズステークスなどに勝ち、1927年のアスコットゴールドカップ4着のあと脚部故障により引退すると、約10万円で購買され、日本に輸入されて千葉県三里塚の下総御料牧場に繋養された。
同じ1922年生まれのゲインズバラ産駒には、アスコットゴールドカップを勝ったソラリオがいる。その後、ゲインズバラの子にハイペリオンが出て、ゲインズバラは1932年と1933年にイギリスの種牡馬チャンピオンになった。ハイペリオンは1940年代に5回チャンピオンサイヤーになってゲインズバラの系統の歴史的な成功を決定したが、同時期の日本ではトウルヌソルが5回チャンピオンサイアーとなった。
トウルヌソルの名前は「ヒマワリ」を意味するフランス語である。トウルヌソルは当時の二大主流のセントサイモン（4×4）、ハンプトン（4×4）のインブリードをもつ。半妹のラソローニュ（父プリンスチメイ）はナッソーステークスの勝馬。祖母シーの妹、マテルはヴェルメイユ賞の勝馬。
これだけの血統背景を持つ馬を、この時代の日本に輸入し、日本産サラブレッドの礎とすることができたのは、当時の競馬や馬産のみならず、後世の日本の馬畜産業にとっても最大級の幸運であったと言われている。

## 競走馬時代
競走成績は24戦6勝、2着5回、3着3回。収得賞金は6625ポンド。
- 1924年（2歳）0勝
- 1925年（3歳）3勝、2着4回、3着1回
- 1926年（4歳）1勝、2着1回、3着1回
- 1927年（5歳）2勝

### おもな成績
- 1着
  - プリンセスオブウェールズステークス（12ハロン=約2400メートル）

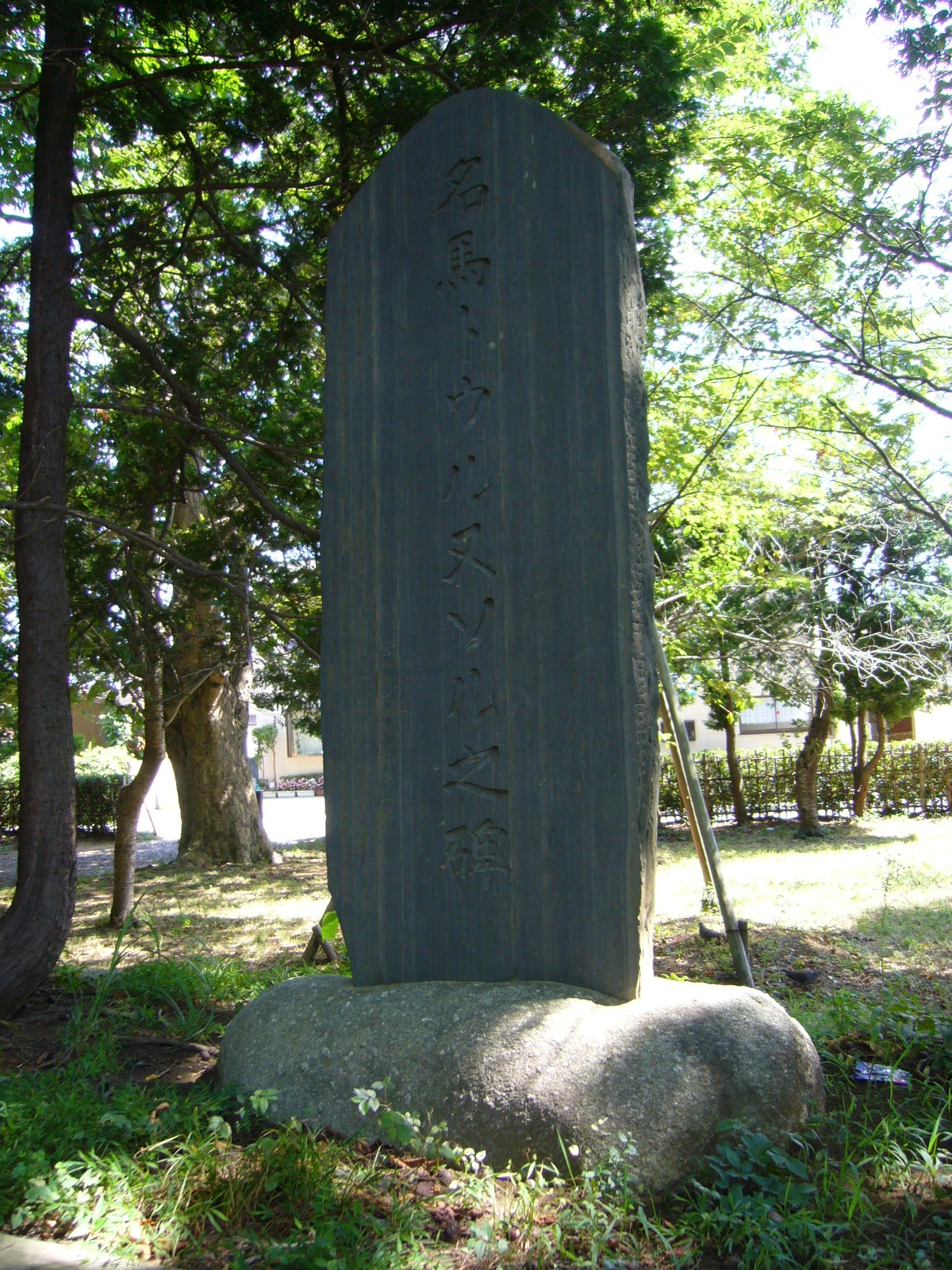
三里塚記念公園内の記念碑

  - ダッチェスオブヨークプレート
  - ゼトランドプレート
  - クイーンズプライズ
  - グレートノーザンハンデキャップ
- 2着
  - ハードウィックステークス
  - ノースアンバランドプレート
- 3着
  - アスコットステークス
- 4着
  - アスコットゴールドカップ

## 種牡馬時代
1927年（昭和2年）、宮内省より依頼を受けた獣医学博士の丹下謙吉がイギリスに赴き、約8100ポンド（当時の日本円で約98000円）で購入した（輸入に要した経費も含めると9450ポンド、約11万4500円）。なお、当時の10万円は、計算式によって若干の差違はあるものの、2000年代の現金ならば10億円かそれ以上に匹敵する価値であった。トウルヌソルは千葉県の宮内庁下総御料牧場で種牡馬となった。種付料は500円。
最初の活躍馬のワカタカは1932年（昭和7年）に創設された第1回東京優駿大競走に勝ち、帝室御賞典、連合二哩、横浜特別も優勝して当時の大競走を制覇した。これ以降もハッピーランド、ワカミチなどが活躍し、1936年にトクマサ、1937年に牝馬のヒサトモが東京優駿大競走を連覇した。一年あいて1939年クモハタ、1940年イエリュウも連覇。1943年には牝馬のクリフジが変則三冠を達成した。
小岩井農場のシアンモアと種牡馬成績で争い、二大種牡馬と言われ、下総御料牧場の黄金時代を築いた。1944年種牡馬を引退。産駒数374頭。産駒の獲得賞金の総額は150万円を超える。1946年8月27日に老衰で死亡。死後建立された記念碑が残っている。また目黒競馬場跡付近にある元競馬場前バス停そばにトウルヌソルの銅像がある。

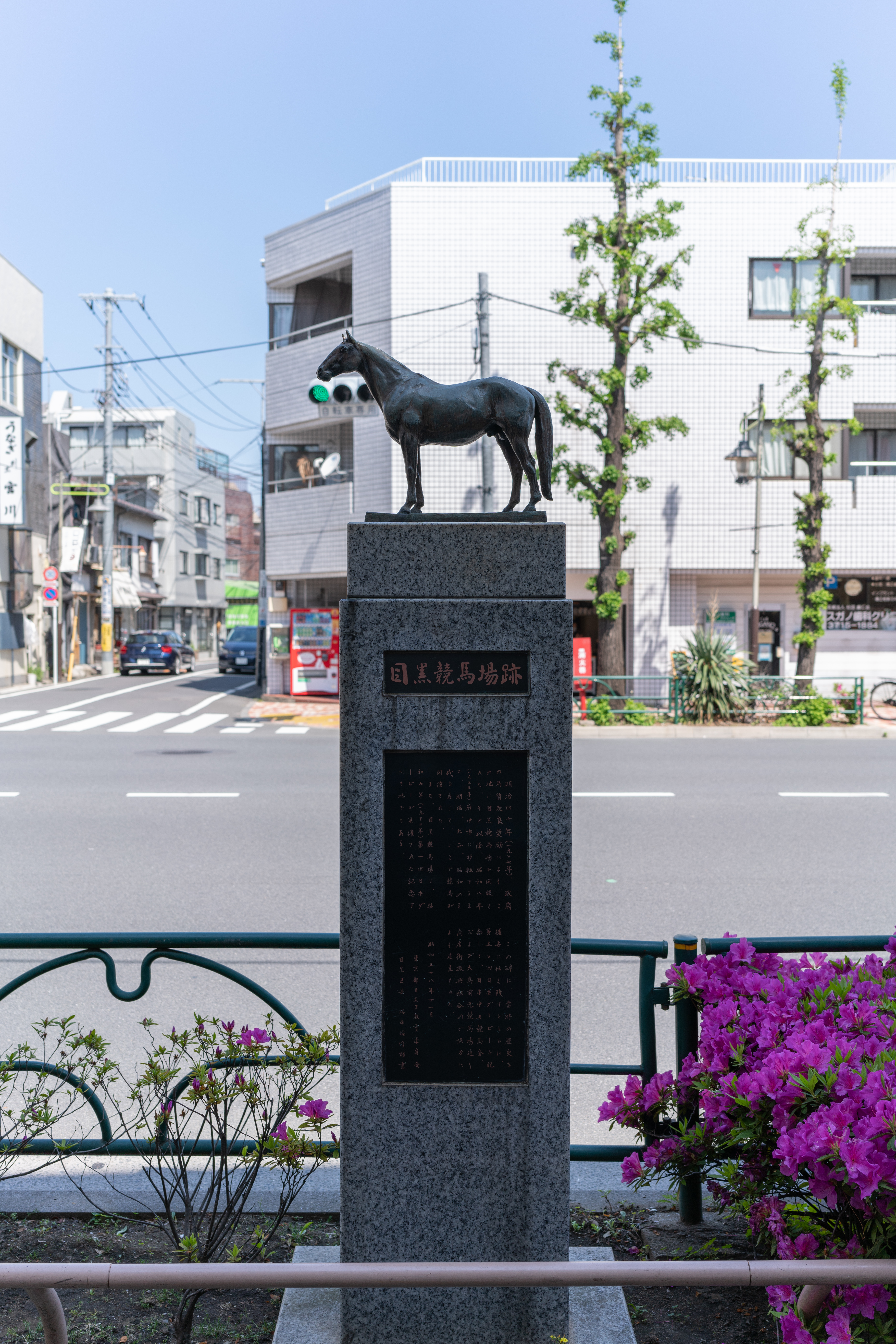
目黒競馬場跡付近に建つトウルヌソル像(東京都目黒区)

## メールライン
クモハタ - 顕彰馬 東京優駿、東京5歳特別 リーディングサイアー6回

｜メイヂヒカリ - 顕彰馬、年度代表馬（最優秀3歳・4歳・古牡馬） 菊花賞、中山グランプリ、天皇賞・春、朝日盃3歳S

｜｜オーシャチ - 東京大賞典、大井記念、東京オリンピック記念、名古屋新春グランプリ

｜｜｜アイアンハート - カブトヤマ記念

｜｜キクノヒカリ - ダイヤモンドS

｜｜ブラックメイジ - 大井記念

｜｜ミオソチス - オールカマー

｜｜ハーバーヒカリ - 目黒記念

｜キヨフジ - 優駿牝馬

｜ニューフォード - 菊花賞

｜カツフジ - 天皇賞・秋

｜｜ギンヨク - 東京優駿3着

｜ミツハタ - 天皇賞・春

｜｜グレースタイバー - 東海菊花賞

｜ハタカゼ - 天皇賞・秋

｜｜トパーズ - オータムハンデキャップ

｜｜｜ウエルスワン - 報知グランプリカップ、金盃、報知オールスターカップ

｜｜ハタノボル - カブトヤマ記念

｜｜ユウセイ - 大井記念、金盃

｜ヤシマドオター - 桜花賞、天皇賞・秋

｜クインナルビー - 天皇賞・秋

｜ワカクサ - 阪神3歳ステークス、神戸盃

｜タカハタ - 朝日盃3歳S、目黒記念、ダイヤモンドS、日本経済賞

｜ヤマカブト - 中山大障害、東京障害特別

｜ケニイモア - 中山大障害2回

クレタケ - 中山記念

｜サチフサ - 金盃

トキノチカラ　

｜ケンチカラ - 東京大賞典

｜トキデンコー - 京都記念

｜クラックソール - 中山特別

｜キャプテンオー - 京都4歳特別

## おもな産駒
- ヒサトモ - 東京優駿、帝室御賞典
- クリフジ - 東京優駿、京都農商省賞典四歳呼馬、阪神優駿牝馬　※顕彰馬
- ワカタカ - 東京優駿、帝室御賞典、連合二哩、連合二哩（横浜）
- イエリユウ - 東京優駿
- クモハタ - 東京優駿　※リーディングサイアー[2]・リーディングBMS[3]・顕彰馬
- トクマサ - 東京優駿、帝室御賞典
- テツバンザイ - 阪神優駿牝馬、横浜記念
- ソールレディ - 中山四歳牝馬特別
- クリヤマト - 農商省賞典四歳
- トキノチカラ - 帝室御賞典
- ハツピーマイト - 帝室御賞典、連合二哩
- アカイシダケ - 帝室御賞典
- アトランタ - 帝室御賞典
- キンチャン - 帝室御賞典
- キョクジツ - 帝室御賞典
- ダイナモ - 帝室御賞典
- アサヤス - 帝室御賞典
- イサオ - 帝室御賞典
- オーシス - 帝室御賞典
- リョウゴク - 帝室御賞典
- ツキタカ - 帝室御賞典
- スモールジヤツク - 帝室御賞典、連合二哩（阪神）
- イワヰカブト - 帝室御賞典、連合二哩（横浜）
- ハツピーランド - 連合二哩、連合二哩（横浜）
- ワカミチ - 連合二哩
- ピュアーソール - 連合二哩
- ヒサニシキ - 連合二哩
- クヰンアスパー - 連合二哩（阪神）
- スパージョン - 連合二哩（阪神）
- ジヤンダークトマス（ジヤンヌダークトマス） - 牝馬連合二哩
- アサハギ - 牝馬連合二哩
- ツキヤス - 連合二哩（横浜） 目黒記念
- アヅマダケ - 連合二哩（横浜）

## 血統表
| トウルヌソルの血統ゲインズバラ系 / Hampton 4x4=12.5%、St.Simon 4x4=12.5%、Galopin 4･5x5=12.5% | トウルヌソルの血統ゲインズバラ系 / Hampton 4x4=12.5%、St.Simon 4x4=12.5%、Galopin 4･5x5=12.5% | トウルヌソルの血統ゲインズバラ系 / Hampton 4x4=12.5%、St.Simon 4x4=12.5%、Galopin 4･5x5=12.5% | （血統表の出典） | （血統表の出典） |
| 父 Gainsborough 1915 栗毛 イギリス                                                            | 父の父Bayardo 1906 鹿毛 イギリス                                                              | Bay Ronald                                                                                    | Hampton          | Hampton          |
| 父 Gainsborough 1915 栗毛 イギリス                                                            | 父の父Bayardo 1906 鹿毛 イギリス                                                              | Bay Ronald                                                                                    | Black Duchess    |                  |
| 父 Gainsborough 1915 栗毛 イギリス                                                            | 父の父Bayardo 1906 鹿毛 イギリス                                                              | Galicia                                                                                       | Galopin          | Galopin          |
| 父 Gainsborough 1915 栗毛 イギリス                                                            | 父の父Bayardo 1906 鹿毛 イギリス                                                              | Galicia                                                                                       | Isoletta         |                  |
| 父 Gainsborough 1915 栗毛 イギリス                                                            | 父の母Rosedrop 1907 栗毛 イギリス                                                             | St.Frusquin                                                                                   | St.Simon         | St.Simon         |
| 父 Gainsborough 1915 栗毛 イギリス                                                            | 父の母Rosedrop 1907 栗毛 イギリス                                                             | St.Frusquin                                                                                   | Isabel           |                  |
| 父 Gainsborough 1915 栗毛 イギリス                                                            | 父の母Rosedrop 1907 栗毛 イギリス                                                             | Rosaline                                                                                      | Trenton          | Trenton          |
| 父 Gainsborough 1915 栗毛 イギリス                                                            | 父の母Rosedrop 1907 栗毛 イギリス                                                             | Rosaline                                                                                      | Rosalys          |                  |
| 母 Soliste 1910 黒鹿毛 イギリス                                                               | 母の父Prince William 1903 黒鹿毛 イギリス                                                     | Bill of Portland                                                                              | St.Simon         | St.Simon         |
| 母 Soliste 1910 黒鹿毛 イギリス                                                               | 母の父Prince William 1903 黒鹿毛 イギリス                                                     | Bill of Portland                                                                              | Electriclight    |                  |
| 母 Soliste 1910 黒鹿毛 イギリス                                                               | 母の父Prince William 1903 黒鹿毛 イギリス                                                     | La Vierge                                                                                     | Hampton          | Hampton          |
| 母 Soliste 1910 黒鹿毛 イギリス                                                               | 母の父Prince William 1903 黒鹿毛 イギリス                                                     | La Vierge                                                                                     | Elizabeth        |                  |
| 母 Soliste 1910 黒鹿毛 イギリス                                                               | 母の母Sees 1899 鹿毛 イギリス                                                                 | Chesterfield                                                                                  | Wisdom           | Wisdom           |
| 母 Soliste 1910 黒鹿毛 イギリス                                                               | 母の母Sees 1899 鹿毛 イギリス                                                                 | Chesterfield                                                                                  | Bramble          |                  |
| 母 Soliste 1910 黒鹿毛 イギリス                                                               | 母の母Sees 1899 鹿毛 イギリス                                                                 | La Goulue                                                                                     | Prism            | Prism            |
| 母 Soliste 1910 黒鹿毛 イギリス                                                               | 母の母Sees 1899 鹿毛 イギリス                                                                 | La Goulue                                                                                     | Rosary F-No.27-a |                  |